# Душан Димитријевић Брђанин
Душан Димитријевић Војвода Дуле (1882-1964) био је адвокат и четник и комитски војвода у Старој Србији у време борби за Македонију почетком 20. века.

## Биографија
Дуле је рођен 9. децембра 1882. године у Раброву код Пожаревца. Још као студент права на Великој школи укључује се у рад омладинских група против династије Обреновић. Као уредник часописа Ослобођење, даје моралну подршку четничкој акцији, а 1904. године одлази у чету Војислава Танкосића и учетвује у борби на Челопеку. Студент а млади комита Димитријевић је 27. маја 1907. године учествовао и у славној борби код села Дренова, када су српски четници уништили бугарску комитску чету војводе Стевана Димитрова. Године 1910. произведен је у чин резервног коњичког капетана II класе. Радио је Душан до балканских ратова као судски писар., а након рата бавио се адвокатуром у Београду. Био је ожењен Смиљаном, уз коју се пред Други светски рат бавио и хуманитарним радом.
Уочи Првога балканскога рата био је у важној мисији код Арнаута, и састајао се са Исом Бољетинцем. Године 1913. истиче се храброшћу у редовним јединицама српске војске у Првом балканском рату. Војвода Дуле је као резервни коњички официр (капетан I класе, од 1912) предводио српске комите, као претходницу српске војске, током ослобађања Арнаутлука. Он је 18. јануара 1913. године заузео Елбасан, разоружао Арнауте и прогласио српску власт. Постао је први председник (српске) општине Елбасан. У том рату био је тешко рањен, али није хтео да чека потпуно оздрављење, него се напола залечен вратио у јединицу. Рањен је у ствари док је боравио у позадини, одмарајући се у Велесу. За време атентата на чувеног војводу Вука, погођен је метком Димитријевић, када је својим телом заштитио свог команданта.
У Првом светском рату опет четује и биће послат у Босну. Септембра 1914. године комитске чете су преформиране, а Димитријевићу је поверена команда над четвртим, Златиборским одредом. Прешао је одред 11. септембра Дрину и избио на Хан Пијесак где му се придружило 50 босанских сељака. Доспео је Димитријевић непријатељу иза леђа и изазвао поремећаје и панику, па се повукао. Када се одред реорганизовао и попунио са још 150 комита дошао је непријатељу иза леђа, сада код Власенице. До повратка у Србију, деловао је и у околини Високог, Сарајева и Сребренице те 1914. године. Придружио се затим регуларним српским трупама и са својом четом учестовао у борбама на Медвеђој и Лесковој Гори. До 17. новембра 1914. године штитио је одступање Српске војске ка Ужицу. Када је војвода Дуле рањен у Сувоборској офанзиви, његов одред је растурен.
Три пута је у ратовима опасно рањаван, али се увек веома кратко задржавао на лечењу, и полузалечен се враћао на фронт. Из Првог светског рата излази као капетан (или мајор) 1918. године. Одликован је Карђорђевом звездом са мачевима четвртог реда и Орденом Св. Саве петог реда (1915). Био је шеф дела наше делегације на међународној комисији за ратне репарације у Паризу. После рата враћа се правима, и објављује низ стручних књига из те области. Изабран је за народнога посланика 1923. године на листи Земљорадничке странке, у Бихаћу, у Босни. Приликом агитације по Босни био је претучен и ухапшен у Рогатици од стране локалних моћника.
Војвода Дуле је у међуратном периоду активан у Удружењу четника. На годишњој скупштини 1925. године изабран је за председника Надзорног одбора тог удружења. У међувремену напредује, својим ставовима и говорима добија на значају. На скупштини Удружења четника одржаној маја 1927. године, комитски војвода Димитријевић је изабран за потпредседника Управе. Он је 1931. године београдски адвокат и потпредседник и (истовремено) доживотни почасни председник тог удружења. Пред Други светски рат старе српске комите 1937. године стварају своје посебно "Удружење старих четника", у којем је такође активан Димитријевић.